# Heleodromia boreoalpina
Heleodromia boreoalpina är en tvåvingeart som beskrevs av Saigusa 1963. Heleodromia boreoalpina ingår i släktet Heleodromia och familjen Brachystomatidae. Inga underarter finns listade i Catalogue of Life.